# Bombetokabaai
De Bombetokabaai is een baai in het westen van Madagaskar.
De baai ligt in de buurt van de stad van Mahajanga, waar de rivier Betsiboka uitmondt in Straat Mozambique. Er zijn talloze eilandjes  en zandbanken gevormd in de monding van de grote hoeveelheid sediment. De baai is ontstaan door de getijden.
Aan de kust en op de eilanden bestaat de vegetatie vooral uit mangrovebossen. In deze mangrovebossen van Madagaskar leven diverse weekdieren, schaaldieren, zeeschildpadden, vogels en zeekoeien. De bevolking vangt hier garnalen en verbouwen voornamelijk rijst en koffie.
De sedimentatie van de Betsiboka is sterk veranderd in de afgelopen 30 jaar, met een grote toename van de hoeveelheid sediment. Deze veranderingen hadden een nadelig effect voor de landbouw, visserij en vervoer voor een van de grootste havens van Madagaskar.